# Franco De Piccoli
Francesco „Franco“ De Piccoli (* 29. November 1937 in Mestre, Venedig) ist ein ehemaliger italienischer Boxer.

## Amateur
Rechtsausleger De Piccoli setzte sich 1960 bei den italienischen Meisterschaften im Schwergewicht durch und konnte sich damit für die Teilnahme an den im selben Jahr stattfindenden Olympischen Spielen in Rom qualifizieren. Dort gelang ihm mit Siegen über den Belgier Willy Venneman, den dreifachen Europameister Andrei Abramow aus der Sowjetunion und den für die Tschechoslowakei startenden Josef Němec, Europameister von 1963, der Einzug in das Finale des olympischen Boxturniers. Dort besiegte er den Südafrikaner Daniel Bekker durch KO in der zweiten Runde. De Piccoli wurde somit zum bisher einzigen italienischen Goldmedaillengewinner in der Schwergewichtsklasse.

## Profi
Nach den Olympischen Spielen begann er eine fünfjährige Profikarriere. De Piccoli boxte allerdings ausschließlich in Italien und konnte als Profi keine nennenswerten Erfolge verzeichnen. In der Folge seines erfolgreichen Profidebüts im Dezember 1960 gewann er bis 1963 alle seine Kämpfe, ging dann jedoch zweimal hintereinander KO. Anschließend gelangen ihm zwölf weitere Siege in Serie, denen allerdings zwei erneute KO-Niederlagen folgten, woraufhin er seien Karriere beendete.